# Estación de Sendagaya

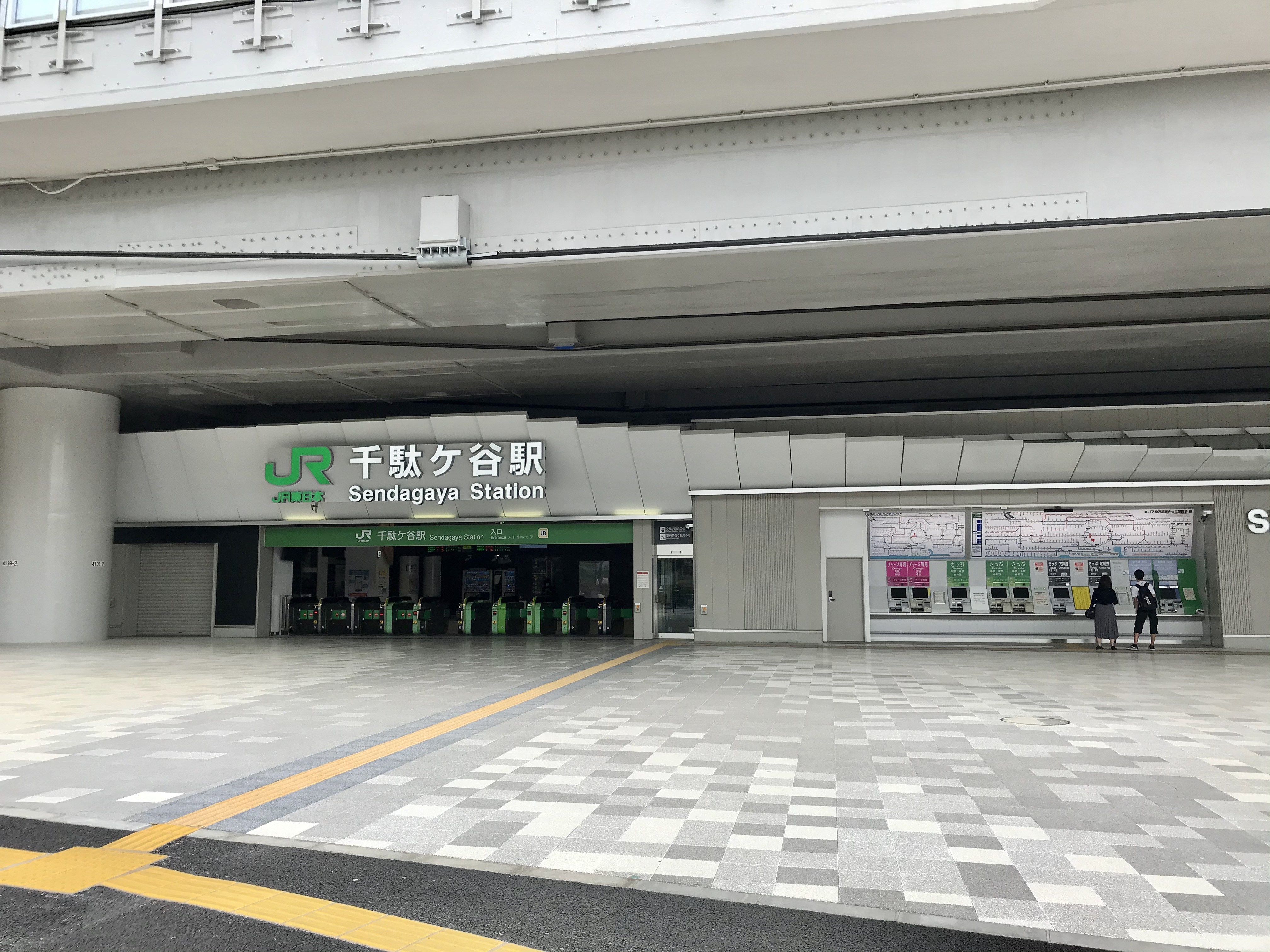
Foto tomada en la estación de Sendagaya, Shibuya (Tokio), Japón.

La Estación de Sendagaya (千駄ケ谷駅 Sendagaya-eki) es una estación de ferrocarril en la Línea Chūō-Sōbu en Shibuya (Tokio), Japón.Es operada por East Japan Railway Company (JR East)

## Líneas
La Estación de Sendagaya funciona gracias a los servicios de los servicios locales de la Línea Chūō-Sōbu

## Disposición de la estación
La estación consta de una sola plataforma de isla que sirve a dos pistas

### Andenes
| 1 | ¦Línea Chūō-Sōbu | Para Shinjuku, Nakano, y Mitaka     |
| 2 | ¦Línea Chūō-Sōbu | Para Ochanomizu, Akihabara, y Chiba |

## Estaciones adyacentes
| «                     | Servicio        | »               |
| --------------------- | --------------- | --------------- |
|                       | Línea Chūō-Sōbu |                 |
| Estación Shinanomachi | Local           | Estación Yoyogi |

### Ubicación
Se ubica en Shibuya (Tokio), Japón
- •Coordenadas: 35°40′52″N 139°42′41″E

## Historia
La estación fue abierta un 21 de agosto de 1904, se abrió como una estación de pasajeros, en ese momento los pasajeros eran solamente 250 personas aproximadamente un día.

## Estadísticas de pasajeros
En 2011 la estación fue utilizada por un promedio de 20.008 pasajeros diarios(Solo pasajeros a bordo)

### Lista de pasajeros en años anteriores
| Año  | Promedio diario |
| ---- | --------------- |
| 2000 | 23,123          |
| 2005 | 22,213          |
| 2010 | 20,268          |
| 2011 | 20,008          |

## Alrededores
```
   
Artículo principal:
Sendagaya
```

Está situada enfrente a la Estación de Kokuritsu Kyogijo en la Línea Toei Oedo.Sendagaya es un importante centro cultural y deportivo.
```
*• 
Jardín Nacional Shinjuku Gyoen

*• 
Estadio Olímpico de Tokio

*• 
Gimnasio Metropolitano de Tokio

*• 
Teatro Nacional de Noh

*• 
Santuario de Hato Mori Hachiman
```

### Lugares similares
```
*• 
Estación de Shibuya
(a 2.6 km)
*• 
Estación de Tokio
(a 4.9 km)
*• 
Estación de Shinagawa
(a 6 km)
*• 
Estación de Ueno
(a 6.9 km)
*• 
Terminal de carga de Tokio
(a 8.9 km)
*• 
Estación de Yokohama
(a 25 km)
```